# Hayrenyats
Hayrenyats là một đô thị thuộc tỉnh Shirak, Armenia. Dân số ước tính năm 2011 là 839 người.